# 小多洛雷斯河
小多洛雷斯河（英語：Little Dolores River）是科羅拉多河的一条支流，长约41.1-英里（66.1-），源头在科羅拉多州梅萨县，在犹他州格蘭德縣汇入科罗拉多河。